# Unidad N°1 de Punta de Rieles (Montevideo)
La Unidad N°1 de Punta de Rieles, más conocida como Cárcel de Punta de Rieles, es un establecimiento de rehabilitación del departamento de Montevideo. Se encuentra ubicada en el barrio de Punta de Rieles. 

## Creación
Ante la situación de hacinamiento carcelario, a fines de 2015 las autoridades nacionales decidieron construir una nueva unidad de rehabilitación, la cual estaría ubicada en terrenos aledaños a la ya existente Unidad N° 6 de Punta de Rieles. 
Su construcción fue concretada gracias a la participación pública y privada, es decir, un contrato entre el estado e inversores privados. En enero de 2018 la nueva cárcel abrió sus puertas albergando un total de 1.553 privados de libertad. El edificio consta de un total de 60.000 metros cuadrados, 27 edificios y 14.000 metros cuadrados de espacio exterior. 
En 2019 la mayoría de los reclusos de la Cárcel Central, fueron trasladados a Punta de Rieles.
- Datos: Q110164388

1. ↑  «Primer obra PPP de Uruguay llega al 90% de construcción». No Especifica. p. Teyma. Consultado el 9 de noviembre de 2021.
2. ↑  Legrand, Denisse (10 de agosto de 2019). «La nueva cárcel de Punta de Rieles por dentro». La Diaria. Consultado el 9 de noviembre de 2021.
3. ↑  «Trasladaron a los últimos internos de Cárcel Central». 5 de agosto de 2019. p. Unidad de Comunicación del Ministerio del Interior. Consultado el 9 de noviembre de 2021.